# Siaosi Tukuʻaho
Siaosi Tukuʻaho (1854–1897) – tongański polityk, premier w latach 1890–1893.
Powołany na premiera przez króla Jerzego Tupou I w lipcu 1890, kiedy to brytyjskie władze kolonialne deportowały dotychczasowego premiera Shirleya Bakera. Po śmierci monarchy w lutym 1893 nowy król Jerzy Tupou II odwołał go ze stanowiska. Zmarł cztery lata później.